# Dominik Steczyk
Dominik Steczyk (ur. 4 maja 1999 w Katowicach) – polski piłkarz, występujący na pozycji napastnika. W latach 2016–2019 młodzieżowy reprezentant Polski.
W 2024 grał dla Preußen Münster, a następnie dla Verl.